# 布拉戈耶·约沃维奇
布拉戈耶·约沃维奇（塞尔维亚语：Благоје Јововић，西班牙语：Blagoje Jovović）是一名塞尔维亚裔阿根廷刺客。他因在1957年试图刺杀潜逃至阿根廷的战犯，法西斯政权克罗地亚独立国前领导人安特·帕韦利奇而闻名。

## 生平
约沃维奇于1922年出生在今天黑山丹尼洛夫格勒附近的科西奇。 第二次世界大战期间，他最初参加南斯拉夫游击队，然后加入切特尼克 ， 作为Bjelopavlić Chetnik旅的成员。 二战开始时，他在靠近南斯拉夫与希腊边境的斯特鲁米察服役。战争爆发时，约沃维奇回到了他的出生地科西奇 。  1941年7月，他参加了反对意大利的反法西斯起义，后来作为游击队员参加了普列夫利亚战役。 他后来改变了效忠对象并为切特尼克战斗， 在巴约·斯塔尼希奇（Bajo Stanišić）的指挥下。 1944年9月，他作为杜尚·弗拉霍维奇和雅科夫·约沃维奇率领的代表团成员，从科托尔穿过亚得里亚海前往塔兰托与英国谈判。 在那里，他们被告知，由于德黑兰会议，盟军改变了对游击队的支持，他们留在意大利直到战争结束。 乔沃维奇在意大利的几个难民营中度过了他的时光。他曾在英国秘密情报局工作过一段时间。在这里，他遇到了兰道夫·丘吉尔（温斯顿·丘吉尔之子）。据报道丘吉尔对他没有很高的评价。  1948年，约沃维奇在南斯拉夫王国海军军官雅科夫·约沃维奇（Jakov Jovović）的帮助下移居阿根廷。 

### 暗杀安特·帕韦利奇
安特·帕韦利奇是法西斯政权克罗地亚独立国的前领导人和乌斯塔沙的领袖。根据纳粹德国“优生学”的理论，克罗地亚人属于“名誉雅利安人”，而塞尔维亚人则是和犹太人一样属于“劣等种族”。帕韦利奇政权是纳粹德国的附庸国，再其统治期间约35万犹太人、塞尔维亚人被杀害。战后，帕韦利奇因为危害人类罪被南斯拉夫法院缺席判处死刑，但是他潜逃到了同情法西斯运动，胡安·庇隆控制下的阿根廷。
在阿根廷，约沃维奇是当地塞尔维亚东正教社区“圣萨瓦”的创始人，战士组织“德拉扎·米哈伊洛维奇”的创始人之一，以及“涅戈什”协会的董事会成员。 在阿根廷居住并经营着一家成功的酒店企业时，他收到了有关帕韦利奇在阿根廷下落的消息。在策划暗杀行动中，约沃维奇得到了包括雅科夫·约沃维奇和布拉戈耶的同僚米洛·克里沃卡皮奇（Milo Krivokapić）在内的几个人的帮助。 
暗杀原定于1957年4月9日，即克罗地亚独立国周年庆典前夕进行，但他们决定将袭击推迟一天。 4月10日21:00时，帕维利奇走在街上怀疑有人在跟踪他，于是他转身向约沃维奇开了几枪，后者开始追赶帕维利奇并开了五枪，其中两枪打中了帕维利奇，据约沃维奇说，帕维利奇摇摇晃晃、弯腰乞求饶恕。 然而，对于暗杀企图如何展开，存在不同版本的说法。 
帕韦利奇在受伤后需要住院治疗。当他康复后，阿根廷政府与南斯拉夫达成引渡协议，决定引渡帕维利奇。 结果，他在获得弗朗西斯科·佛朗哥的政治庇护后，途径智利逃到了西班牙。 他于1959年12月28日因伤口并发症在西班牙马德里去世。  

#### 后续
尽管针对他的刺杀没有成功，但是此事件让人们更加坚信南美洲是法西斯战犯的庇护所。1960年臭名昭著的阿道夫·艾希曼就从阿根廷被逮捕并被送往以色列进行审判。1965年摩萨德在乌拉圭成功暗杀了被称为“里加屠夫”的赫柏茨·希库尔斯。

### 晚年
1999年，约沃维奇离开后第一次访问南斯拉夫，并访问了奥斯特罗格，在那里他遇到了大主教安菲洛希耶。正是在那里，他首次公开承认他是暗杀安特·帕韦利奇的主要策划者。 

## 死亡
约沃维奇于1999年6月2日在阿根廷罗萨里奥去世。 

## 纪念
2020年，贝尔格莱德的一条街道以布拉戈耶·约沃维奇的名字重新命名。还安装了一块纪念牌匾。 

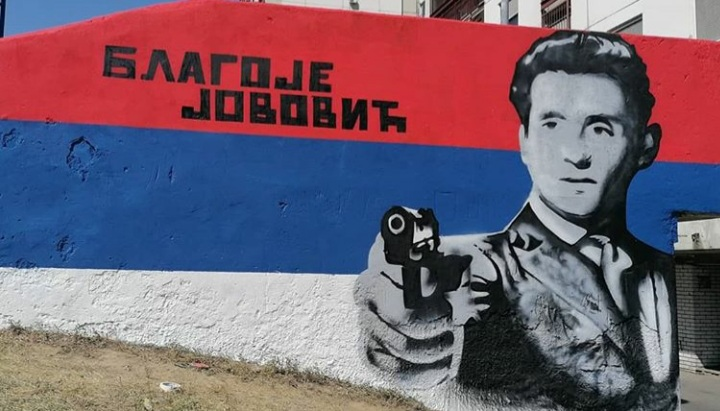
新贝尔格莱德献给布拉戈耶·约沃维奇的壁画